# Puchar Świata w Piłce Siatkowej Mężczyzn 2011/składy
Artykuł grupuje składy wszystkich reprezentacji narodowych w piłce siatkowej, które wystąpiły w Pucharze Świata 2011 odbywającym się w Japonii.
- Przynależność klubowa i wiek na 20 listopada 2011.
- Zawodniczki oznaczone literą K to kapitanowie reprezentacji.
- Legenda:
Nr – numer zawodnika
A – atakujący
L – libero
P – przyjmujący
R – rozgrywający
Ś – środkowy

## Argentyna
Trener: Javier Weber
Asystent: Juan Manuel Barrial
| Nr | Imię i nazwisko     | Data urodzenia (wiek) | Wzrost (cm) | Klub                                    | Pozycja |
| -- | ------------------- | --------------------- | ----------- | --------------------------------------- | ------- |
| 2  | Iván Castellani     | 19.01.1991 (20)       | 196         | Ciudad de Buenos Aires                  | A       |
| 7  | Facundo Conte       | 25.08.1989 (22)       | 198         | Energy Resources San Giustino           | P       |
| 8  | Maximiliano Cavanna | 02.07.1988 (23)       | 185         | La Union de Formosa                     | R       |
| 9  | Rodrigo Quiroga (K) | 23.03.1987 (24)       | 190         | CMC Rawenna                             | P       |
| 10 | Nicolas Bruno       | 24.02.1989 (22)       | 188         | Boca Juniors Club Atletico Buenos Aires | P       |
| 11 | Sebastián Solé      | 12.06.1991 (20)       | 202         | Drean Bolívar                           | Ś       |
| 12 | Federico Pereyra    | 19.06.1988 (23)       | 200         | BMG Montes Claros                       | A       |
| 13 | Cristian Poglajen   | 14.07.1989 (22)       | 195         | Knack Randstad Roeselare                | P       |
| 14 | Pablo Crer          | 12.06.1989 (22)       | 205         | Drean Bolívar                           | Ś       |
| 15 | Luciano De Cecco    | 02.06.1988 (23)       | 193         | Acqua Paradiso Monza Brianza            | R       |
| 16 | Alexis González     | 21.07.1981 (30)       | 184         | Tours VB                                | L       |
| 17 | Mariano Giustiniano | 04.04.1986 (25)       | 189         | Buenos Aires Unidos                     | P       |
| 18 | Franco López        | 04.02.1989 (22)       | 189         | Drean Bolívar                           | L       |
| 19 | Maximiliano Gauna   | 29.04.1989 (22)       | 197         | Boca Juniors Club Atletico Buenos Aires | Ś       |

## Brazylia
Trener: Bernardo Rezende
Asystent: Leonardo Roberley
| Nr | Imię i nazwisko        | Data urodzenia (wiek) | Wzrost (cm) | Klub                     | Pozycja |
| -- | ---------------------- | --------------------- | ----------- | ------------------------ | ------- |
| 1  | Bruno                  | 02.07.1986 (25)       | 190         | Cimed Florianópolis      | R       |
| 4  | Wallace                | 26.06.1987 (24)       | 204         | Cruzeiro Esporte Clube   | A       |
| 5  | Sidão                  | 09.07.1982 (29)       | 203         | Fiesp SESI               | Ś       |
| 6  | Leandro Vissotto Neves | 30.04.1983 (28)       | 212         | Bre Banca Lannutti Cuneo | A       |
| 7  | Giba (K)               | 23.12.1976 (35)       | 192         | Pinheiros/Sky            | P       |
| 8  | Murilo                 | 03.05.1981 (30)       | 190         | Fiesp SESI               | P       |
| 9  | Théo                   | 31.08.1983 (28)       | 199         | RJX Rio de Janeiro       | P       |
| 10 | Sérgio                 | 15.10.1975 (36)       | 184         | Fiesp SESI               | L       |
| 13 | Gustavo                | 23.08.1975 (36)       | 203         | Pinheiros/Sky            | Ś       |
| 14 | Rodrigão               | 17.04.1979 (32)       | 205         | Pinheiros/Sky            | Ś       |
| 15 | João Paulo Bravo       | 07.01.1979 (32)       | 196         | Arkas Spor Izmir         | P       |
| 16 | Lucas Saatkamp         | 06.03.1986 (25)       | 207         | RJX Rio de Janeiro       | Ś       |
| 17 | Marlon                 | 27.07.1977 (34)       | 188         | RJX Rio de Janeiro       | R       |
| 18 | Dante                  | 30.09.1980 (31)       | 201         | RJX Rio de Janeiro       | P       |

## Polska
Trener:  Andrea Anastasi
Asystent:  Andrea Gardini
| Nr | Imię i nazwisko      | Data urodzenia (wiek) | Wzrost (cm) | Klub                   | Pozycja |
| -- | -------------------- | --------------------- | ----------- | ---------------------- | ------- |
| 1  | Piotr Nowakowski     | 18.12.1987 (23)       | 205         | Asseco Resovia Rzeszów | Ś       |
| 2  | Michał Winiarski     | 28.09.1983 (28)       | 200         | PGE Skra Bełchatów     | P       |
| 5  | Paweł Zagumny        | 18.10.1977 (34)       | 200         | ZAKSA Kędzierzyn-Koźle | R       |
| 6  | Bartosz Kurek        | 29.08.1988 (23)       | 205         | PGE Skra Bełchatów     | P       |
| 7  | Jakub Jarosz         | 10.02.1987 (24)       | 197         | Andreoli Latina        | A       |
| 9  | Zbigniew Bartman     | 04.05.1987 (24)       | 198         | Jastrzębski Węgiel     | P/A     |
| 10 | Łukasz Wiśniewski    | 03.02.1989 (22)       | 198         | Tytan AZS Częstochowa  | Ś       |
| 13 | Michał Kubiak        | 23.02.1988 (23)       | 191         | Jastrzębski Węgiel     | P       |
| 14 | Michał Ruciak        | 22.08.1983 (28)       | 189         | ZAKSA Kędzierzyn-Koźle | P       |
| 15 | Łukasz Żygadło       | 02.08.1979 (32)       | 200         | Itas Diatec Trentino   | R       |
| 16 | Krzysztof Ignaczak   | 15.05.1978 (33)       | 188         | Asseco Resovia Rzeszów | L       |
| 17 | Paweł Zatorski       | 21.06.1990 (21)       | 184         | PGE Skra Bełchatów     | L       |
| 18 | Marcin Możdżonek (K) | 09.02.1985 (26)       | 211         | PGE Skra Bełchatów     | Ś       |
| 19 | Patryk Czarnowski    | 01.11.1985 (26)       | 201         | ZAKSA Kędzierzyn-Koźle | Ś       |

## Rosja
Trener:  Uładzimir Alekno
Asystent:  Sergio Busato
| Nr | Imię i nazwisko      | Data urodzenia (wiek) | Wzrost (cm) | Klub                           | Pozycja |
| -- | -------------------- | --------------------- | ----------- | ------------------------------ | ------- |
| 1  | Aleksander Abrosimow | 25.08.1983 (28)       | 206         | Fakieł Nowy Urengoj            | Ś       |
| 2  | Dienis Biriukow      | 08.12.1988 (22)       | 202         | Lokomotiw Nowosybirsk          | P       |
| 3  | Nikołaj Apalikow     | 26.08.1982 (29)       | 203         | Zenit Kazań                    | Ś       |
| 4  | Taras Chtiej (K)     | 22.05.1982 (29)       | 204         | Lokomotiw-Biełogorje Biełgorod | P       |
| 7  | Siergiej Makarow     | 28.03.1980 (31)       | 196         | Fakieł Nowy Urengoj            | R       |
| 8  | Siergiej Tietiuchin  | 23.09.1975 (36)       | 196         | Lokomotiw-Biełogorje Biełgorod | P       |
| 9  | Aleksander Sokołow   | 01.03.1982 (29)       | 193         | Fakieł Nowy Urengoj            | L       |
| 10 | Roman Jakowlew       | 13.08.1976 (35)       | 202         | Dinamo Krasnodar               | A       |
| 12 | Aleksander But'ko    | 18.03.1986 (25)       | 198         | Lokomotiw Nowosybirsk          | R       |
| 13 | Dmitrij Muserski     | 29.10.1988 (23)       | 218         | Lokomotiw-Biełogorje Biełgorod | Ś       |
| 16 | Paweł Krugłow        | 18.09.1985 (26)       | 205         | Dinamo Moskwa                  | A       |
| 17 | Maksim Michajłow     | 19.03.1988 (23)       | 203         | Zenit Kazań                    | A       |
| 18 | Aleksandr Wołkow     | 14.02.1985 (26)       | 210         | Zenit Kazań                    | Ś       |
| 20 | Aleksiej Obmoczajew  | 22.05.1989 (21)       | 189         | Zenit Kazań                    | L       |

## Serbia
Trener:  Igor Kolaković
Asystent: Željko Bulatović
| Nr | Imię i nazwisko         | Data urodzenia (wiek) | Wzrost (cm) | Klub                          | Pozycja |
| -- | ----------------------- | --------------------- | ----------- | ----------------------------- | ------- |
| 1  | Nikola Kovačević        | 14.02.1983 (28)       | 193         | Gubernija Niżny Nowogród      | P       |
| 2  | Uroš Kovačević          | 06.05.1993 (18)       | 197         | ACH Volley Lublana            | P       |
| 3  | Miloš Vemić             | 08.03.1987 (24)       | 202         | VfB Friedrichshafen           | P       |
| 5  | Vlado Petković          | 06.01.1983 (28)       | 198         | Energy Resources San Giustino | R       |
| 6  | Miloš Terzić            | 13.06.1987 (24)       | 202         | Tours VB                      | P       |
| 7  | Dragan Stanković        | 18.10.1985 (26)       | 205         | Lube Banca Marche Macerata    | Ś       |
| 10 | Miloš Nikić             | 31.03.1986 (25)       | 194         | Acqua Paradiso Monza Brianza  | P       |
| 11 | Mihajlo Mitić           | 17.09.1990 (21)       | 201         | Crvena zvezda Belgrad         | R       |
| 12 | Milan Rašić             | 02.02.1985 (26)       | 205         | ACH Volley Lublana            | Ś       |
| 14 | Ivan Miljković (K)      | 13.09.1979 (32)       | 206         | Fenerbahçe                    | A       |
| 16 | Aleksandar Atanasijević | 04.09.1991 (20)       | 201         | PGE Skra Bełchatów            | A       |
| 17 | Borislav Petrović       | 06.01.1988 (23)       | 201         | Stade Poitevin Poitiers       | Ś       |
| 18 | Marko Podraščanin       | 29.08.1987 (24)       | 204         | Lube Banca Marche Macerata    | Ś       |
| 19 | Nikola Rosić            | 05.08.1984 (27)       | 192         | VfB Friedrichshafen           | L       |

## Stany Zjednoczone
Trener: Alan Knipe
Asystent: John Speraw
| Nr | Imię i nazwisko      | Data urodzenia (wiek) | Wzrost (cm) | Klub                         | Pozycja |
| -- | -------------------- | --------------------- | ----------- | ---------------------------- | ------- |
| 1  | Matthew Anderson     | 18.04.1987 (24)       | 204         | Casa Modena                  | P       |
| 2  | Sean Rooney          | 13.11.1982 (29)       | 206         | Acqua Paradiso Monza Brianza | P       |
| 3  | Evan Patak           | 23.06.1984 (27)       | 201         | USA Men's Volleyball Team    | A       |
| 4  | David Lee (siatkarz) | 08.03.1982 (29)       | 203         | Dinamo Moskwa                | Ś       |
| 5  | Richard Lambourne    | 06.05.1975 (36)       | 190         | USA Men's Volleyball Team    | L       |
| 6  | Paul Lotman          | 03.11.1985 (26)       | 200         | Asseco Resovia Rzeszów       | P       |
| 8  | William Priddy (K)   | 01.10.1977 (34)       | 194         | Zenit Kazań                  | P       |
| 9  | Ryan Millar          | 22.01.1978 (33)       | 204         | Lokomotiw Nowosybirsk        | Ś       |
| 10 | Riley Salmon         | 02.07.1976 (35)       | 198         | C.A. Once Unidos             | L       |
| 12 | Russell Holmes       | 01.07.1982 (29)       | 205         | Jastrzębski Węgiel           | Ś       |
| 13 | Clayton Stanley      | 20.01.1978 (33)       | 205         | Ural Ufa                     | A       |
| 14 | Kevin Hansen         | 19.03.1982 (29)       | 196         | Arkas Spor Izmir             | R       |
| 15 | Brian Thornton       | 22.04.1985 (26)       | 190         | Jastrzębski Węgiel           | R       |
| 17 | Maxwell Holt         | 12.03.1987 (24)       | 205         | Copra Piacenza               | Ś       |

## Włochy
Trener: Mauro Berruto
Asystent: Andrea Brogioni
| Nr | Imię i nazwisko     | Data urodzenia (wiek) | Wzrost (cm) | Klub                          | Pozycja |
| -- | ------------------- | --------------------- | ----------- | ----------------------------- | ------- |
| 1  | Luigi Mastrangelo   | 17.08.1975 (36)       | 202         | Bre Banca Lannutti Cuneo      | Ś       |
| 3  | Simone Parodi       | 16.06.1986 (25)       | 196         | Lube Banca Marche Macerata    | P       |
| 4  | Andrea Bari         | 05.03.1980 (31)       | 184         | Itas Diatec Trentino          | P       |
| 7  | Michal Lasko        | 11.03.1981 (30)       | 202         | Jastrzębski Węgiel            | A       |
| 9  | Ivan Zaytsev        | 02.10.1988 (23)       | 202         | M. Roma Volley                | P       |
| 10 | Dante Boninfante    | 07.03.1977 (34)       | 188         | M. Roma Volley                | R       |
| 11 | Cristian Savani (K) | 22.02.1982 (29)       | 195         | Lube Banca Marche Macerata    | P       |
| 12 | Simone Buti         | 19.09.1983 (28)       | 206         | Acqua Paradiso Monza Brianza  | Ś       |
| 13 | Dragan Travica      | 28.08.1986 (25)       | 200         | Lube Banca Marche Macerata    | R       |
| 14 | Alessandro Fei      | 29.11.1978 (33)       | 204         | Sisley Belluno                | A       |
| 15 | Emanuele Birarelli  | 08.02.1981 (30)       | 201         | Itas Diatec Trentino          | Ś       |
| 17 | Andrea Giovi        | 19.08.1983 (28)       | 183         | Energy Resources San Giustino | L       |
| 18 | Giulio Sabbi        | 10.08.1989 (22)       | 201         | M. Roma Volley                | A       |
| 20 | Mattia Rosso        | 28.05.1985 (26)       | 198         | Bre Banca Lannutti Cuneo      | P       |